# 포보르

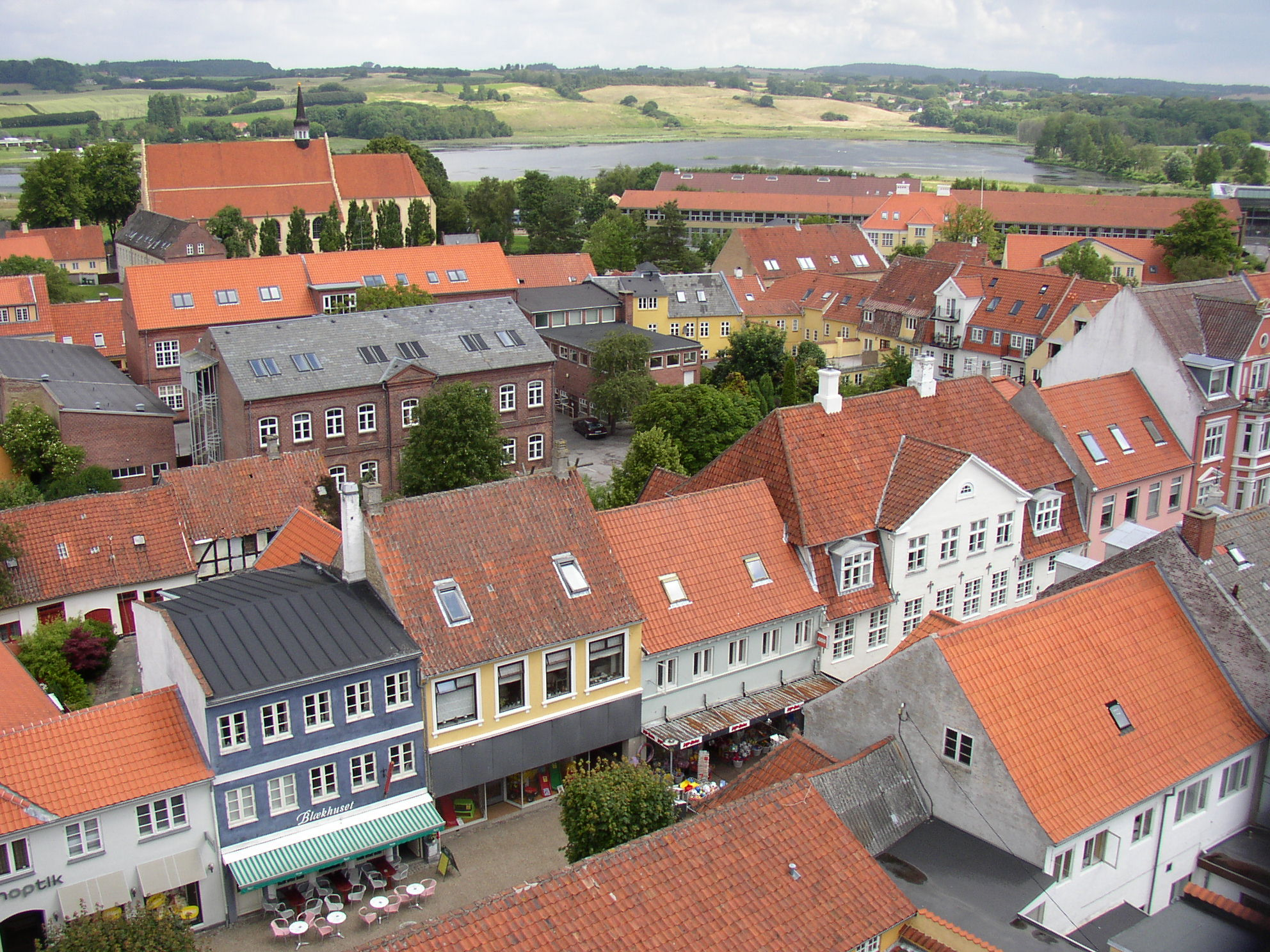
포보르

포보르(덴마크어: Faaborg)는 덴마크 남덴마크 지역에 위치한 도시로 인구는 7,178명(2014년 기준)이다. 퓐섬에 위치하며 행정 구역상으로는 포보르미트퓐시에 속한다. 오덴세에서 남서쪽으로 약 42km, 스벤보르에서 북서쪽으로 약 27km 정도 떨어진 곳에 위치한다.

시 문장